# Лангивошъёган
Лангивошъёган (устар. Ланги-Вож-Юган) — река в Шурышкарском районе Ямало-Ненецкого АО. Устье реки находится в 461 км по правому берегу реки Обь. Длина реки составляет 39 км.

## Данные водного реестра
По данным государственного водного реестра России относится к Нижнеобскому бассейновому округу, водохозяйственный участок реки — Обь от впадения реки Северная Сосьва до города Салехард, речной подбассейн реки — бассейны притоков Оби ниже впадения Северной Сосьвы. Речной бассейн реки — (Нижняя) Обь от впадения Иртыша.